# 克尼珀茨巴赫河

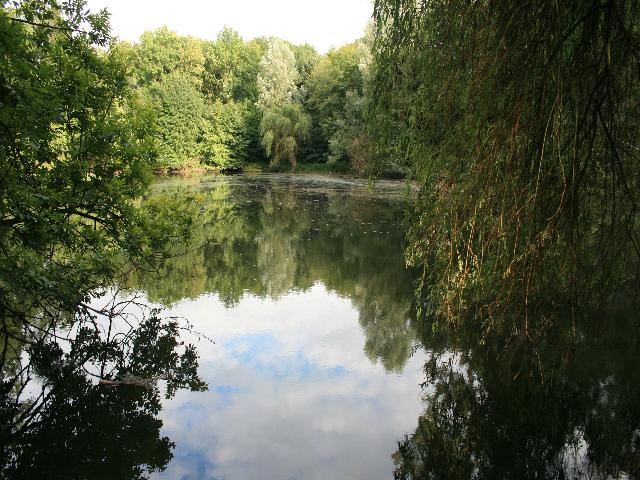

51°10′32″N 6°16′46″E / 51.17556°N 6.27944°E
克尼珀茨巴赫河（德語：Knippertzbach），是德國的河流，位於該國西部，處於北萊茵-威斯特法倫州，屬於施瓦爾姆河的右支流，河道全長6.7公里，流域面積22平方公里。